# Diospyros soubreana
Diospyros soubreana är en tvåhjärtbladig växtart som beskrevs av Frank White. Diospyros soubreana ingår i släktet Diospyros och familjen Ebenaceae. Inga underarter finns listade i Catalogue of Life.